# کنسرتو پیانو شماره ۹ (موتسارت)
کنسرتو پیانوی شماره ۹ در می بِمُل ماژور، ک. ۲۷۱، اثری است از ولفگانگ آمادئوس موتسارت که در ژانویهٔ ۱۷۷۷، در ۲۱سالگی تصنیف کرده‌است. آلفرد اینشتین آن را «اروئیکای موتسارت» نامید. باآنکه برون‌دادِ هنریِ موتسارت افزایش یافته بود، اما این اثر کماکان بی‌سابقه جلوه می‌کرد. چارلز روزن، پیانیست و پژوهشگر موسیقی، در کتاب خود با عنوان سبک کلاسیک، هفده صفحهٔ تمام را به تجزیه‌وتحلیل این اثر اختصاص داده‌است. تصنیف اثر در شهر زالتسبورگ بوده‌است. این اثر، به دلیل آغاز متفاوتش، زبانزد است.

## سبک و عناصر
در پارتیتور آن سازهای زهی به‌همراه دو ابوا و دو هورن به‌کار گرفته شده‌اند.

## موومان‌ها
موومان اول آن به‌طرز غیرمنتظره‌ای با ورود تک‌نواز در میزان سوم آغاز می‌شود و به‌نوعی الهام‌بخش کنسرتو پیانوهای چهارم و پنجم بتهوون بوده‌است. موومان اول به همین شکلِ سؤال و جواب بین ارکستر و پیانو ادامه می‌یابد. موتسارت دو کادانزا برای این موومان نوشته‌است.
موومان دوم در گام مینور مربوط به موومان اول، یعنی دو مینور، نوشته شده. موتسارت، از میان کنسرتو پیانوهای خود، تنها پنج موومان دوم را در گام مینور تصنیف کرده‌است: ک. ۴۱، ک. ۲۷۱، ک. ۴۵۶، ک. ۴۸۲، و ک. ۴۸۸.

موتسارت برای این موومان نیز دو کادنزا نوشت.
موومان سوم نیز که با تک‌نوازیِ پیانو آغاز می‌شود، در دیدِ کلی، در فرم روندو است. همانند کنسرتو ک. ۴۸۲، که پیشتر به آن اشاره شد، در میان قطعه یک منوئه با کاراکتر آرام شنیده می‌شود و سپس قطعه در سرعت اصلی پایان می‌پذیرد. آلفرد برندل این کنسرتو را یکی از عجایب جهان نامیده‌است.

## نام‌های دیگر
این کنسرتو با نام Jeunehomme شناخته می‌شود و به اعتقاد تئودور د ویتسِوا (به لهستانی: Théodore de Wyzéwa) و ژرژ دو سن-فوا (Georges de Saint-Foix) دلیل آن این است که موتسارت قطعه را برای یک پیانیست فرانسویِ سرشناس که از زالتسبورگ دیدن می‌کرده نوشته‌است. البته در سال ۲۰۰۴ میشائل لورنتس (به آلمانی: Michael Lorenz)، موسیقی‌دان اتریشی، فاش ساخت که نام اصلی پیانیست ویکتوار ژنامی (Victoire Jenamy)‏ (۱۷۴۹–۱۸۱۲) بوده‌است.